# Tita (Roman)
Tita (Originaltitel: La femme sous l’horizon) ist der Titel eines 1988 publizierten Familien- Psychothrillers des französischen Schriftstellers Yann Queffélec. Erzählt wird die tragische Geschichte einer russischen Emigrantenfamilie, die sich in Lothringen von der Umwelt isoliert und in Rivalitätskämpfen zerstört. Hauptopfer sind die beiden Mädchen Zenia und Tita, deren Schicksal als Parallele zu dem ihrer Mutter in einem Wiederholungszyklus im Mittelpunkt des Romans steht. Die deutsche Übersetzung von Sylvia Antz erschien 1989.

## Inhalt
Die Haupthandlung beginnt im 3. Kapitel mit der frühen Kindheit Ilinkas (Titas) und verfolgt ca. zwanzig Jahre lang ihre Entwicklung. Die ersten beiden Kapitel erzählen die Vorgeschichte der Familie. Die verborgenen Fakten und Beziehungen werden von der Protagonistin im Laufe der Handlung erforscht und am Ende des Romans offengelegt.
Vorgeschichte
Die Fürstentochter Zinnaide muss Anfang des 20. Jhs. aus Kiew nach Alexandria fliehen, nachdem rebellierende Bauern ihre Eltern getötet und ihr Haus in Brand gesetzt haben. Die Flammen verfolgen sie als lebenslanges Trauma und führen zu einem Verbot offenen Feuers in ihren Wohnungen. In zweiter Ehe heiratet sie den Bojaren Tarass Tarassewitsch und gebärt die beiden Söhne Wladimir und Lew. 1956 siedelt die Familie zu Verwandten nach Frankreich um. Während Tarass wieder nach Russland zurückkehrt, bezieht seine Frau mit den Kindern ein einsam mitten im Wald gelegenes Holzhaus in der Nähe des Dorfes Fénétrange in Lothringen. In diesem im russischen Stil eingerichteten „Herrenhaus Baba Jaga“ spinnt sie sich in ihre Jugendträume ein und lässt sich immer wieder von der Enkelin im Juwelenschmuck bewundern. Während Lew als Franziskanermönch in Südamerika Indianer missioniert, drängt die Mutter den 30-jährigen Wladimir zu einer Papierehe mit der 19-jährigen Rumänin Carmilla, um dem Mündel eines befreundeten Generals zur französischen Staatsbürgerschaft zu verhelfen (Kap. 10). Doch der 30-Jährige verliebt sich in die schöne junge Frau und zieht mit ihr in „Baba Jaga“ ein. Anfangs scheint die Ehe glücklich zu sein. Doch als Wladimir versucht, seine Frau, die sich eigentlich ein Leben in Paris erträumt hat, immer mehr zu kontrollieren und abzuschirmen, wehrt sie sich gegen die Bevormundung und es entwickelt sich zwischen beiden ein Kampf, in dessen Verlauf sie stirbt. Danach werden Carmillas Töchter Zenia und Tita Opfer der Auseinandersetzungen in der Familie.
Familienbild
Die Familienmitglieder sind alle von ihren Schicksalen traumatisiert. Zinnaide lebt geistig in der Vergangenheit, legt Patiencen, misstraut der Umgebung, hat Angst vor einem Komplott eines Brandstifters gegen sie und behandelt ihre Söhne und Enkelinnen mit fürstlicher Willkür. Sie wählt ihre Favoriten aus und lehnt die ihr Unsympathischen ab: Wladimir ist ihr Lieblingssohn, der jüngere Lew wird dagegen wegen seiner Vorliebe für offenes Feuer und Kerzen aus dem Herrenhaus ausquartiert und lebt als Maler, Kunsthandwerker und Schnapsbrenner im von ihm ausgemalten Einzimmer-Puppenhaus „Domovoi“ am Rand des Waldes. Dort bastelt er Spielzeug für Tita und kümmert sich liebevoll um sie. Nach „Baba Jaga“ darf er nur zum Essen kommen. Die Schuld am Elend ihres ältesten Sohnes sieht sie allein bei dessen Frau. Wladimir führt ein ungeordnetes Leben. Er reist als Trödler herum, betrinkt sich, überträgt seine Hassliebe auf die ihrer Mutter ähnelnde Tita und versucht eifersüchtig deren Besuche bei seinem Bruder zu unterbinden. Als Lew der 10-Jährigen die kleine Ziege Tasska zur Pflege schenkt, erschießt Wladimir das Tier aus Eifersucht und bestraft Tita. Oft wechseln bei seinen Aktionen die Schläge mit Liebkosungen und dem gemeinsamen Alkoholgenuss. Tita versucht sich vor seinen Übergriffen unter ihrem Bett zu verstecken und betäubt ihre Schmerzen mit Tabletten und von Lew zusammengemixtem Schnaps.
Die zweite Benachteiligung betrifft die im Gegensatz zu ihrer Schwester wenig attraktive Zenia. Sie wurde bereits von ihrer Mutter, bei deren Tod sie 5 Jahre alt war, abgelehnt und leidet unter dem Liebesentzug des Vaters und der Großmutter. Die ungleiche Behandlung wirkt sich auf ihr Verhältnis zu Tita aus und führt zu Spannungen. Aber die Mädchen halten auch in ihrer gemeinsamen Not zusammen und entwickeln als Überlebensstrategie einerseits die äußerliche Unterwerfung und andererseits die geheime Auflehnung: Zenia in ihrer Fresslust und in sexuellen Abenteuern mit dem Postboten Heinrich, Tita in der Flucht zu Lew und in Phantasievorstellungen von ihrer Mutter, da sie zunehmend der autoritären Großmutter und ihren Tabuisierungen misstraut. Zenia läuft nach vielen unglücklichen Affären und nach einer erneuten Demütigung aus Verzweiflung nachts mit Schlittschuhen über den zugefrorenen Teich, bricht ein und ertrinkt.
Alle Familienmitglieder außer der sich an ihrer Vergangenheitsdroge berauschenden Großmutter, sind Alkoholiker. Tita wurde bereits als Baby mit Schnaps stillgestellt und konsumiert täglich große Mengen, halluziniert und kann oft nicht mehr zwischen Realität und Vorstellung, Wahrheit und Lüge unterscheiden.
Das Geheimnis um Carmillas Tod
Die Ursachen ihrer sich von der Wange bis zum Kinn ziehenden Narbe und des Todes ihrer Mutter werden vor Tita geheim gehalten. Während sie ihre Großmutter in ihrem Fürstenschmuck bewundern darf, verbietet diese ihr, über Carmilla zu sprechen. Sie beschimpft sie als Herumtreiberin, die ihre Strafe für ihr unmoralisches Leben erhalten habe. Alle anderen Familienmitglieder haben Angst vor der Patriarchin und Wladimir und weichen Titas Fragen aus. Im Laufe der Zeit hört sie verschiedene Varianten. Ihre Schwester erzählt ihr das Märchen vom Wolf, der die Mutter gefressen hat. Später sagt man, Carmilla sei weggelaufen oder man suggeriert ihr, ihre Mutter sei bei ihrer Geburt am 13. Oktober 1961 gestorben.
Durch die Dämonisierung der Mutter wird die Neugier Titas geweckt und nach und nach kann sie die Mauer des Schweigens aufbrechen. Als sie 12 Jahre alt ist, überredet sie den Friedhofswärter Edmond, ihr die Stelle zu zeigen, an der ihre Mutter auf dem Friedhof von Fénétrange begraben wurde (Kap.6). An ihrem 13. Geburtstag wird ihr, wie sie später erfährt, von ihrem Onkel, ein Brief ihrer Mutter zugespielt, durch den sie ihren Namen Ilinka erfährt und der ihr beweist, dass Carmilla nicht bei ihrer Geburt gestorben ist. Edmond zeigt ihr schließlich Zeitungsberichte über den Autounfall der Mutter bei Les Trois Cerfs (Kap. 7).
Titas Nachforschungen ergeben schließlich ein Beziehungsbild der Eltern: Carmilla versucht sich aus dem Zwangsapparat ihres Mannes zu befreien. Sie geht alleine aus, provoziert ihn durch frivole Auftritte in der Öffentlichkeit, arbeitet dann als Bedienung im „Schwarzen Adler“ und tanzt und singt dort vor den von ihr faszinierten Bauern. Darauf schlägt Wladimir sie in seiner ohnmächtigen Wut und ihre Schwiegermutter beschimpft sie als jüdische Zigeunerin und Hure. Da Lew bei Streitigkeiten seine Schwägerin in Schutz nimmt, richtet sich der eifersüchtige Zorn Wladimirs auch auf ihn. Carmilla lehnt ihre erste Tochter Zenia wegen einer ungünstigen Planetenstellung zum Geburtstermin ab. Dagegen errechnet sie für ihre zweite Tochter eine gute Konstellation. Nachdem sie bei einer Auseinandersetzung von Wladimir verprügelt wird, kommt es jedoch zu Titas Frühgeburt (Kap. 11). Zu dieser Stunde sind zwischen Tag und Nacht die Planeten unter dem Horizont verborgen und das bedeutet für Carmilla ein Unglückszeichen (Titel: Die Frau unter dem Horizont). Darauf hinterlässt sie eine Botschaft, Wladimir wegen des Mannes, den sie liebe, zu verlassen, und fährt mit ihrem sechsmonatigen Baby im Renault Frégate davon, dessen defekte Bremsen einen Unfall verursachen. Carmilla stirbt im brennenden Auto, Tita wird mit einer Wunde im Gesicht gerettet. Wladimir wusste von dem Bremsproblem und spielte aus Eifersucht und Wut auf Carmilla „russisches Roulette“: Da das Auto von ihm, seiner Frau und seinem Bruder gefahren wurde, sollte das Schicksal über Leben und Tod entscheiden (Kap. 10). Carmillas Leiche wird in einer Ecke des Friedhofs ohne Grabstein und Einfriedigung vergraben. Später kauft Lew das Autowrack von einem Schrotthändler und hängt es zur Erinnerung an einen Baum. Nachdem Wladimir die Seile durchtrennte, steht der Unfallwagen als Hühnerstall im Garten (Kap. 7). Um die Erinnerung an Carmilla zu löschen, verpflichtet die Großmutter alle zum Schweigen.
Befreiungsversuche
Während der beginnenden Pubertät hungert Tita, um nicht mehr zu wachsen und nicht mehr von Wladimir gesehen zu werden und seinen Übergriffen zu entgehen (Kap. 5). Mit 18 Jahren lehnt sie sich immer mehr aktiv gegen Wladimir und Zinnaide auf. Sie frisiert ihre Großmutter nicht mehr, lügt und stiehlt. Obwohl sie vom Vater geschlagenʀ wird, bleibt sie nachts weg, übernachtet bei ihrem Schulfreund Filobar und geht mit ihm ins Kino. Sie bedient im Café des Biffins und reizt mit ihrer Schönheit bewusst die Jugendlichen, lässt sich küssen, weist als schöne Heilige jedoch sexuelle Kontakte zurück (Kap. 11).
Nach der Beerdigung Zenias betrinken sich Lew und Tita und beginnen eine geheime Liebesbeziehung. Als Tina ihre Schwangerschaft entdeckt, weigert sie sich, Lews Forderung nach einer Abtreibung zu erfüllen, denn sie hofft nach der Prophezeiung der Mutter auf einen Neubeginn mit einem Kind. Lew beendet daraufhin das Verhältnis. Sie zieht nach Straßburg zu Sabote, einer Cousine der Großmutter, und besucht den ihr von Lew empfohlenen Magier Zoltan in einem alten Haus am Stadtrand, der ihr ein Horoskop erstellen soll. Er weissagt ihr mit seinen Tarot-Karten, dass ihr Kind nicht geboren und sie vom Bösen befreit wird. Er setzt sie unter Drogen und während ihrer Bewusstlosigkeit führt eine alte Frau den Schwangerschaftsabbruch aus.
Im zweiten Teil des Romans setzt die ca. 20-jährige Tita ihre Fluchtversuche fort, aber sie gerät in einen dem Schicksal der Mutter ähnlichen Wiederholungszyklus. Im Trancezustand sich überlagernder wirrer Erinnerungen zieht sie nachts durch die Stadt und betrinkt sich (Kap. 13). Im russischen Kellerlokal „Zur Troika“ lernt sie den 30-jährigen Mischa kennen und erzählt ihm ihre aus Dichtung und Wahrheit gemischte Familiengeschichte. Ihr neuer Freund heißt eigentlich Michael Buisson, stammt aus einer bürgerlichen Familie und betreibt nach mehreren gescheiterten Plänen und einer Affären-Serie mit Frauen mit seinem russischen Freund Daniel die „Troika“. Er verliebt sich in Tita, sie zieht in seine Wohnung und er wird zunehmend in ihr Verwirrspiel hineingezogen und ihr hörig. Sie verhält sich ihm gegenüber launisch, wechselhaft zärtlich und zurückweisend (Kap. 14) und kehrt plötzlich zu ihrer Familie zurück. Dort setzt sich der alte Streit fort (Kap. 15), sie zündet das Auto Wladimirs an und wechselt dann wieder nach Straßburg. Mischa will sie gegen den Willen seiner Eltern heiraten, sie stimmt zu und erhofft sich ein neues Leben, aber erneut schwankt ihr Verhalten zwischen leidenschaftlicher Liebe und Bindungsangst. Sie bereiten die Hochzeit vor, doch sie hält die Termine nicht ein, entschuldigt sich mit Ausreden und verschwindet wieder spurlos aus der Stadt. Mischa wird jetzt misstrauisch und entdeckt, dass sie Briefe seiner Eltern unterschlagen, ihn bei ihnen, in Anspielung auf seine Zeugungsunfähigkeit, als impotenten Homosexuellen verleumdet, auf seinen Namen Schulden gemacht und sich prostituiert hat.
Nachdem Tita wieder im zerfallenden „Herrenhaus“ aufgetaucht ist, quält sie die inzwischen gelähmte Großmutter mit ihren Todesängsten und lockt Ungeziefer mit Süßigkeiten in ihr Zimmer. Sie ist nur noch zu extremen Gefühlen fähig: Wut, Hass, Liebe, Mitleid, Protest, kindliche Naivität wechseln schlagartig. Nach den Anzeichen einer Schwangerschaft hofft sie, wie von Carmilla prophezeit, wieder auf den Beginn eines neuen Lebens und sie bittet Mischa, sie abzuholen (Kap. 17).
Abrechnungen
Im dramatischen Showdown zerstört sich die Familie (Kap. 18): Am Tag, als Titas Schwangerschaft vom Arzt bestätigt wird, erfährt sie von ihrer Großmutter, dass ihre Mutter ein Liebesverhältnis mit ihrem Schwager hatte und sie seine Tochter ist. Darauf verbrennt sie die von ihm gebastelten Spielsachen im Kamin, zündet im ganzen Haus Kerzen an und konfrontiert Wladimir und Lew mit ihrer Information. Beim Kampf der beiden fallen die Kerzen um und stecken das Haus mit Zinnaide und ihren Söhnen in Brand. Tita flieht, um ihr Kind und mit ihm das erhoffte Glück zu retten, an den Waldrand, wo Mischa sie mit einem Gewehr empfängt und zweimal schießt.

## Form
Queffélecs Roman ist im Wesentlichen traditionell linear geschrieben. Wie bei einem Kriminalroman ist die Vorgeschichte in die Recherche Titas einbezogen und die Geheimnisse werden im Laufe der Handlung enthüllt.
In der Konstruktion verbindet der Autor die zum effektvollen Showdown hinführenden spannungssteigernden Elemente mit surrealen Bausteinen, mit der Inselsituation der entwurzelten Emigranten und der Konfliktsituation der Familie sowie mit den autoritären, gewaltsamen Erziehungsmethoden und dem Mutter-Tochter-Wiederholungszyklus:
- Die Vorgeschichte reicht zurück in eine von der Fürstentochter Zinnaide als sagenhaft empfundene Vergangenheit mit märchenhaftem Reichtum. Die als Zigeunerin beschimpfte Rumänin Carmilla mit rätselhafter Herkunft erstellt mit Tarot-Karten sich selbst und ihren Töchtern sowie den Bauern astrologische Horoskope.
- Die Verankerung im Mythos sowie die extremen Charaktere erinnern an den magischen Realismus Márquez‘ in den 1960er und 1970er Jahren, z. B.: Hundert Jahre Einsamkeit (Cien años de soledad, 1967) oder Die unglaubliche und traurige Geschichte von der einfältigen Eréndira und ihrer herzlosen Großmutter (La increíble y triste historia de la cándida Eréndira y de su abuela desalmada, 1972). Auch Queffélecs Großmutter ist eine egozentrische, willkürlich herrschsüchtige und unduldsame Patriarchin. Der sanfte Mönch Lew, der jähzornige Gewaltmensch Wladimir und die schöne dämonische Zauberin Carmilla, die sirenenhaft die Männer mit ihrem Gesang und Tanz bezirzt, komplettieren das bizarre Familienbild.
- Der Konflikt entlädt sich in einer Inselsituation, in der Isolation der russischen Emigrantenfamilie im mit Requisiten der alten Heimat eingerichteten, durch einen Wald von der lothringischen Umwelt getrennten Haus „Baba Jaga“, in dem die Zeit stehen geblieben ist.
- Die extremen Verhaltensweisen sind jedoch nur Fassaden unglücklicher Menschen, die nicht mit sich zurechtkommen. Opfer sind v. a. die beiden Mädchen Zenia und Tita. An ihren Beispielen wird die Thematik der gebrochenen und missbrauchten Kindheit, wie sie in Alice Millers Schwarzer Pädagogik beschrieben wird, in den Mittelpunkt der Handlung gerückt: die Methoden der Bevormundung, des Machtmissbrauchs und der demütigenden Gewalt, die in Wiederholungszyklen aus den Opfern die Täter der nächsten Generation werden lässt.

## Rezeption
Queffélecs erste Romane, Le Charme noir (1983) und die mit dem Literaturpreis Prix Goncourt ausgezeichneten und inzwischen in ca. 35 Sprachen übersetzten Barbarischen Nächte (Les Noces barbares, 1985), wurden in der französischen Presse mit Begeisterung aufgenommen. Man lobte den Autor als ausgezeichneten Erzähler: „Hier ist er, ein großer Könner, er nimmt im Sturme ein… endlich ein Roman, ein richtiger! […] Dieses köstliche Gefühl, nicht zu wissen, wohin man geführt wird und doch in sicherer Hand zu sein, in der Hand eines Autors, der die Kunst des Dialogs ebenso spielend beherrscht wie die des Poetischen“ (Le Monde). Die Verfilmung (unter dem Titel: Barbarische Hochzeit) der  belgischen Regisseurin Marion Hänsel (1987) steigerte das Interesse an den Büchern Queffélecs auch in Deutschland, u. a. am Roman Tita (La femme sous l' horizon). Der Erfolg dieser Werke hängt auch mit der Thematik, dem „Martyrium eines ungeliebten Kindes als bittere Konsequenz von Gewalt und Gegengewalt“ (Stern) zusammen, für das die Leser zu dieser Zeit besonders sensibilisiert sind, was auch an den Auflagen anderer Autoren erkennbar ist, z. B. Peter Høeg (De måske egnede. dt.: Der Plan von der Abschaffung des Dunkels) und Alice Miller (Am Anfang war Erziehung). Der Literaturkritiker Gérald Froideveaux (Frankfurter Allgemeine Zeitung) akzentuiert das Martyrium des Mädchens Ilinka (Tita): „Titas Leben steht von Anfang an unter einem Fluch … die kleine Tita wurde dabei schwer verletzt und trägt seither eine Narbe im Gesicht, das Kainsmal des Fluchs und der Auserwählung“.